# Millicent Percival
Millicent Percival est une femme politique antiguayenne.

## Carrière
Millicent Percival est présidente du Sénat antiguayen du 21 mars 1994 au 26 février 2004,.
Elle dirige les groupes féminins du Parti travailliste antiguayen et de plusieurs syndicats du pays.
Elle meurt le 21 octobre 2006 à Falls City, aux États-Unis. Elle est enterrée lors d'une cérémonie officielle en Antigua-et-Barbuda, à Fitches Creek, le 11 novembre 2006.